# Promachus doddi
Promachus doddi är en tvåvingeart som beskrevs av Ricardo 1913. Promachus doddi ingår i släktet Promachus och familjen rovflugor. Inga underarter finns listade i Catalogue of Life.